# Кудашев-3
Кудашев-3 — самолёт, сконструированный князем А. С. Кудашевым, построенный в 1910 году в мастерской Киевского политехнического института.

## Конструкция
Конструктивно Кудашев-3 представлял собой моноплан, ферменный фюзеляж не имел обшивки, конструкция достаточно простая и лёгкая. Двигатель Анзани в 35 л.с. В дальнейшем конструкция послужила прототипом для создания самолёта Кудашев-4.

### Технические характеристики[1]
- Экипаж: 1 человек
- Длина: 7,2 м
- Размах крыла: 9,2 м
- Высота:
- Площадь крыла: 19 м²
- Профиль крыла:
- Масса пустого: 210 кг
- Масса снаряженного:
- Нормальная взлетная масса:
- Максимальная взлетная масса: 320 кг
- Двигатель Анзани
- Мощность: 35 л.с.